# Argillières
Argillières település Franciaországban, Haute-Saône megyében. Lakosainak száma 72 fő (2022. január 1.). Argillières Gilley, Tornay, Champlitte, Fouvent-Saint-Andoche és Pierrecourt községekkel határos.

## Népesség
A település népességének változása:
| Lakosok száma | 73   | 78   | 77   | 75   | 73   | 71   | 71   | 71   | 72   |
|               | 2010 | 2013 | 2015 | 2017 | 2018 | 2019 | 2020 | 2021 | 2022 |